# Legendarium

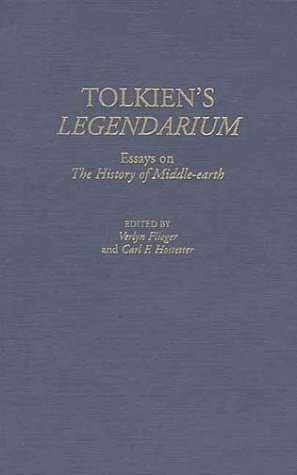
Tolkien's Legendarium, una colección de ensayos sobre el legendarium de Tolkien editada por Verlyn Flieger y Carl F. Hostetter.

Legendarium (en español: «legendario», un libro o colección de leyendas) es una palabra del latín medieval que fue usada por el escritor J. R. R. Tolkien para describir su mitología sobre la Tierra Media. Sus grandes textos mitológicos de esta tierra fueron pensados para ser tomados, ficticiamente, como una historia antigua de la Tierra, particularmente de Europa, de muchos miles de años antes de la era moderna. Al legendarium de Tolkien se le llama frecuentemente «mitología de la Tierra Media».

## Uso del término por Tolkien
Tolkien utilizó el término legendarium para referirse a sus obras en varias cartas que escribió y que aparecen recogidas en la obra Las cartas de J. R. R. Tolkien de Humphrey Carpenter. Los siguientes fragmentos de cartas incluyen pasajes en los que Tolkien cita la palabra legendarium: 
- «Este legendarium acaba con una visión del fin del mundo, su rotura y reconstrucción y la recuperación de los Silmarilli y la “luz antes del Sol”, después de una batalla final que, supongo, más debe a la visión escandinava de Ragnarök, que a ninguna otra cosa, aunque no se parece mucho a ella...» (Carta escrita en 1951 a Milton Waldman).
- «Mi legendarium, especialmente la Caída de Númenor, que corresponde inmediatamente antes que El Señor de los Anillos, se basa en mi concepción de que los hombres son esencialmente mortales y no deben tratar de volverse “inmortales“ carnalmente» (Carta escrita en 1954 a Peter Hastings).
- «En realidad, al imaginar esta historia, estamos viviendo ahora en una Tierra físicamente redonda. Pero el entero legendarium contiene la transición desde un mundo plano (o cuando menos una ecúmene con límites a su alrededor) a un globo» (Carta escrita en 1954 a Naomi Mitchison).
- «Pero el comienzo del legendarium, del que la Trilogía forma parte (la conclusión), fue un intento de reorganizar un fragmento del Kalevala, especialmente el cuento de Kullervo el desdichado, según una forma propia» (Carta escrita en 1955 a W. H. Auden).

## Libros
Estos son los libros del legendarium ordenados cronológicamente: 
- El Silmarillion, abarca desde la creación de Arda hasta los inicios de la Tercera Edad del Sol de la Tierra Media.
- La historia de Beren y Lúthien, desarrollado en la Primera Edad del Sol de la Tierra Media.
- Los hijos de Húrin, desarrollado en la Primera Edad del Sol de la Tierra Media.
- Cuentos inconclusos de Númenor y la Tierra Media, con cuentos sobre las tres edades de la Tierra Media.
- La caída de Gondolin, desarrollado en la Primera Edad del Sol en la tierra de Beleriand
- Tal-Elmar, principio de una historia que contempla a los Númeroneanos desde el punto de vista de los Hombres Salvajes. Transcurre en la Segunda Edad del Sol. (Inconclusa)
- El hobbit, desarrollado en la Tercera Edad del Sol de la Tierra Media.
- El Señor de los Anillos, desarrollado en la Tercera Edad del Sol de la Tierra Media y finalizado en los inicios de la Cuarta Edad del Sol.
- Las aventuras de Tom Bombadil y otros poemas de El Libro Rojo.
- La última canción de Bilbo, justo antes de zarpar hacia las Tierras Imperecederas abandonando la Tierra Media para siempre.
- La nueva sombra, se desarrolla en la Cuarta Edad del Sol durante el gobierno de Eldarion (inconclusa)
- La historia de la Tierra Media, es una serie de 13 libros que reúnen y analizan material relacionado con el mundo fantástico creado por J. R. R. Tolkien, compilado y editado por su hijo, Christopher Tolkien.
  - Los volúmenes son los siguientes:

1. El libro de los cuentos perdidos 1 (HTM I, 1983)
2. El libro de los cuentos perdidos 2 (HTM II, 1984)
3. Las baladas de Beleriand (HTM III, 1985)
4. La formación de la Tierra Media (HTM IV, 1986)
5. El camino perdido y otros escritos (HTM V, 1987)
6. El retorno de la Sombra (HSDLA I, 1988)
7. La traición de Isengard (HSDLA II, 1989)
8. La Guerra del Anillo (HSDLA III, 1990)
9. El fin de la Tercera Edad o Sauron derrotado (HSDLA IV, 1992)
10. La caída de Númenor (HTM VI, 1992)
11. El anillo de Morgoth (HTM VII, 1993)
12. La Guerra de las Joyas (HTM VIII, 1994)
13. Los pueblos de la Tierra Media (HTM IX, 1996)

En 2002, se publicó el volumen denominado The History of Middle-earth Index que no ha sido traducido al español y que consiste en un índice completo de cada uno de los trece volúmenes que comprenden la colección.